# Fontenelle-en-Brie
 Fontenelle-en-Brie  là một xã ở tỉnh Aisne, vùng Hauts-de-France thuộc miền bắc nước Pháp.